# パット・ハー
パット・ハー（夏文汐、Patricia Ha、1965年11月21日 - ）は、香港の女優。本名は鄧麗群。

## 来歴
1982年にパトリック・タム監督の『レスリー・チャン 嵐の青春』で映画デビュー。香港電影金像奨新人賞にノミネートされた。1984年のエディ・フォン監督による『唐朝エロティック・ストーリー』では全裸および過激なセックス・シーンを演じている。1986年には『花街時代』で香港電影金像奨最優秀主演女優賞にノミネート。
1989年のトニー・オウ監督による『説謊的女人』を最後に実業家と結婚。米国に居を移して引退状態にあったが、1996年に台湾のテレビ局台湾電視公司のドラマ『新龍門客棧』に出演。中華圏のテレビドラマを中心に活動するようになる。2002年には『プリンセスD』にゲスト出演。2009年の金像奨授賞式にはプレゼンターとして登壇した。

## 出演映画
- レスリー・チャン 嵐の青春（1982）
- 終わらない愛を探して（1983）
- 唐朝エロティック・ストーリー（1984）
- 夫殺し（1984）
- サイレント・ナイト 平安夜/クリスマス殺人事件（1985）
- キー・ホイ・クァンのドロボーズ（1986）
- マカオ極道ブルース（1987）
- 復讐の夜想曲（ノクターン）（1987）
- 夫婦前妻!（1987）
- 女子監獄 （1988、日本未公開）
- オン・ザ・ラン/非情の罠（1990）
- プリンセスD（2002）